# 深海鰃
深海鰃為輻鰭魚綱金眼鯛目金鱗魚亞目金鱗魚科的其中一種，分布於西大西洋區，從美國南卡羅來納州至巴西南部海域，棲息深度33-110公尺，體長可達13公分，棲息在礁石區。

## 擴展閱讀
維基物種上的相關：深海鰃